# Corralito (Córdova)
Corralito (Córdoba) é um município da província de Córdova, na Argentina.